# Ekonomie globálního oteplování

V globálním měřítku vyprodukuje 1% nejbohatších lidí více než dvojnásobek emisí v porovnání s 50% nejchudších lidí. V přepočtu na jednu osobu vyprodukuje bohatý člověk ještě řádově více emisí než člověk chudý.

Ekonomie globálního oteplování se týká ekonomických aspektů globálního oteplování; tyto aspekty je třeba brát v úvahu při hledání opatření, kterými by vlády a politici mohli reagovat. Díky působení řady faktorů je to obtížná úloha, jak z hospodářského, tak i z politického hlediska: jedná se o dlouhodobý mezigenerační problém; přínosy a náklady jsou rozloženy nerovnoměrně v rámci jednotlivých států i mezi nimi; a je třeba zohlednit vědecká stanoviska i názory veřejnosti.
Jedním z nejdůležitějších skleníkových plynů je oxid uhličitý (CO2). Přibližně 20 % oxidu uhličitého, který je emitován v důsledku lidské činnosti, může zůstat v atmosféře mnoho tisíc let. Dlouhá časová měřítka a nejistota spojená s globálním oteplováním vedly analytiky k vývoji „scénářů změny klimatu“ – budoucích environmentálních, sociálních a ekonomických změn. Tyto scénáře mohou politikům pomoci pochopit možné důsledky jejich rozhodnutí.
Dopady změny klimatu zahrnují ztrátu biologické rozmanitosti, zvýšení hladiny moří, zvýšenou frekvenci a závažnost některých extrémních povětrnostních jevů a okyselování oceánů. Ekonomové se pokusili kvantifikovat tyto dopady v peněžním vyjádření, ale tato hodnocení mohou být kontroverzní.
Dvě hlavní politické reakce na globální oteplování spočívají ve snížení emisí skleníkových plynů (zmírňování změny klimatu) a přizpůsobení se dopadům globálního oteplování (např. budováním hrází v reakci na zvyšování hladiny moří). Další politickou reakcí, které se v poslední době věnuje větší pozornost, je geoinženýrství (např. rozprašování aerosolů do atmosféry tak, aby bránily průchodu slunečních paprsků k povrchu Země).
Jednou z reakcí na nejistoty globálního oteplování je přijetí strategie postupného rozhodování. Tato strategie uznává, že rozhodnutí o globálním oteplování je třeba přijímat s neúplnými informacemi a že současná rozhodnutí mohou mít potenciálně dlouhodobé dopady. Další možností je použití metody řízení rizik jako součásti politické reakce na globální oteplování. Například přístup založený na riziku lze použít na dopady změn klimatu, které lze z ekonomického hlediska obtížně kvantifikovat, např. dopady globálního oteplování na domorodé obyvatelstvo.
Analytici hodnotili globální oteplování ve vztahu k udržitelnému rozvoji. Udržitelný rozvoj zvažuje, jak by mohly být budoucí generace ovlivněny aktivitami současných generací. V některých oblastech mohou politiky určené k řešení globálního oteplování pozitivně přispět k dalšímu rozvoji. V jiných oblastech mohou náklady na opatření globálního oteplování odvádět zdroje od jiných sociálně a environmentálně výhodných investic (náklady obětované příležitosti v rámci politiky změny klimatu).

## Scénáře
Jedním z ekonomických aspektů změny klimatu je vytváření scénářů budoucího ekonomického rozvoje. Budoucí hospodářský vývoj může například ovlivnit, jak zranitelná je společnost vůči budoucím změnám klimatu, jaké by mohly být budoucí dopady změny klimatu, jakož i úroveň budoucích emisí skleníkových plynů.

### Emisní scénáře
Ve scénářích navržených k promítnutí budoucích emisí skleníkových plynů budou ekonomické prognózy, např. změny budoucích příjmů, často nutně kombinovány s jinými projekcemi, které ovlivňují emise, např. populačním vývojem. Protože tyto budoucí změny jsou vysoce nejisté, vhodným přístupem je analýza scénářů. Při této analýze se vytvářejí scénáře, které jsou založeny na různých předpokladech budoucích vývojových modelů. Příkladem jsou emisní scénáře „SRES“ vytvořené Mezivládním panelem pro změnu klimatu (IPCC). Scénáře SRES předpokládají širokou škálu možných budoucích úrovní emisí. Scénáře SRES jsou „základní“ nebo „neintervenční“ scénáře – nepředpokládají žádná konkrétní politická opatření ke kontrole budoucích emisí skleníkových plynů. Různé scénáře SRES obsahují velmi odlišné předpoklady budoucích sociálních a ekonomických změn. Například emisní scénář SRES „A2“ předpokládá nárůst populace na 15 miliard lidí v roce 2100, zatímco scénář SRES „B1“ předpokládá pouze 7 miliard lidí v témže roce. IPCC neřešila pravděpodobnost budoucího vývoje podle jednotlivých scénářů, ale někteří autoři tvrdí, že některé konkrétní scénáře SRES jsou pravděpodobnější než jiné.
Někteří analytici vypracovali scénáře, které předpokládají pokračování současných politik do budoucnosti. Tyto scénáře se někdy nazývají scénáře typu „jako obvykle (business-as-usual)“.
Odborníci, kteří pracují na scénářích, mají tendenci preferovat termín „projekce“ před termíny „prognóza“ nebo „předpověď“. Zdůrazňují tím, že pro jednotlivé scénáře nejsou přiřazeny pravděpodobnosti a že budoucí emise závisí na rozhodnutích učiněných nyní i v budoucnu.
Dalším přístupem je analýza nejistoty, kde se analytici pokoušejí odhadnout pravděpodobnost budoucích změn úrovní emisí.

### Scénáře globální budoucnosti
Scénáře „globální budoucnosti“ lze považovat za příběhy toho, co se stane do budoucna. Umožňují popis faktorů, které je obtížné kvantifikovat, ale jsou důležité při ovlivňování budoucích emisí skleníkových plynů. Třetí hodnotící zpráva IPCC obsahuje hodnocení 124 scénářů globální budoucnosti. Tyto scénáře promítají širokou škálu možných budoucností. Některé z nich jsou pesimistické, například 5 scénářů projektuje budoucí zhroucení lidské společnosti. Jiné jsou optimistické, například v pěti dalších scénářích budoucí pokrok v technologii řeší většinu nebo všechny problémy lidstva. Většina scénářů předpokládá rostoucí poškození přírodního prostředí, ale mnoho scénářů také předpokládá, že se tento trend v dlouhodobém horizontu zvrátí.
V hodnocených scénářích je ekonomický růst slučitelný se zvyšováním nebo snižováním emisí skleníkových plynů. Ve druhém případě je růst emisí zprostředkován zvýšenou energetickou účinností, přechodem na nefosilní zdroje energie a/nebo přechodem na postindustriální ekonomiku (založenou na službách). Většina scénářů předpokládajících růst skleníkových plynů předpokládá nízkou úroveň ekonomických regulací ze strany vlád. Scénáře s klesajícími koncentracemi skleníkových plynů obecně předpokládají silné ekonomické regulace ze strany vlád.

### Faktory ovlivňující růst emisí

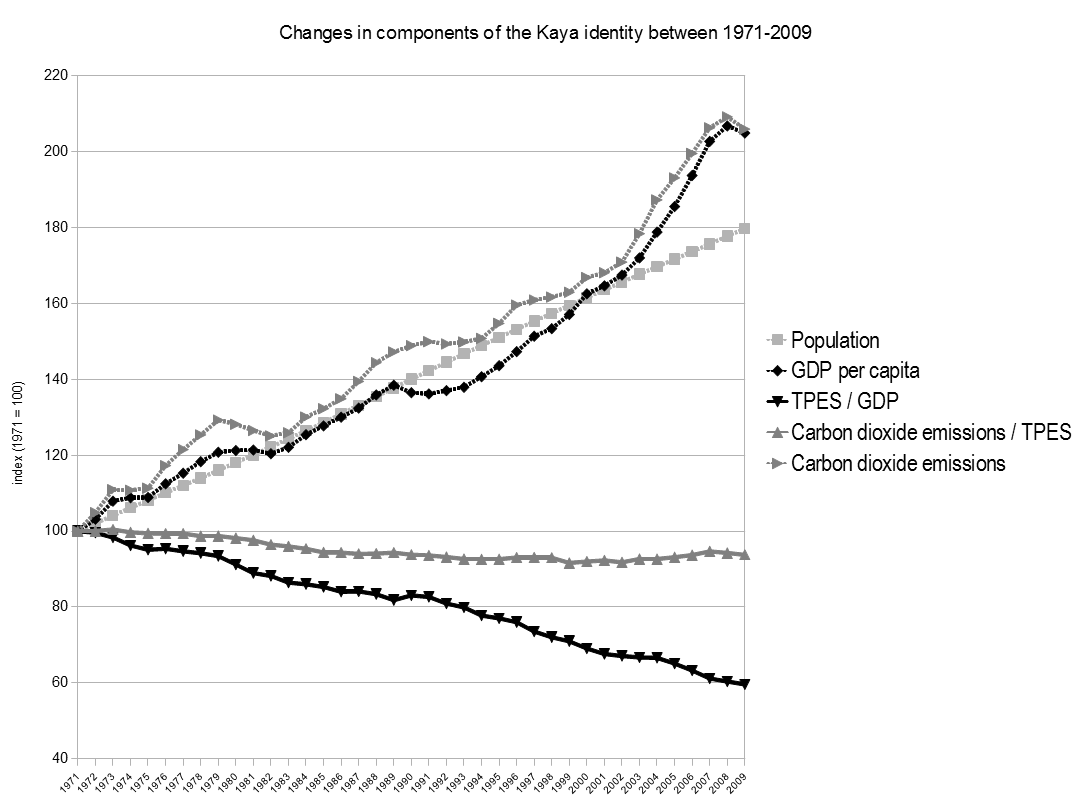
Změny složek dle Kaya identity v letech 1971 až 2009. Zahrnuje globální emise CO_{2} související s energetikou, světovou populaci, světový HDP na obyvatele, energetickou náročnost světového HDP a uhlíková náročnost světového využití energie.

Historicky byl růst emisí skleníkových plynů způsoben hospodářským rozvojem. Jedním ze způsobů, jak porozumět trendům v emisích skleníkových plynů, je použití identity Kaya. Kaya identita rozděluje růst emisí na účinky změn v lidské populaci, ekonomickém blahobytu a technologiích:
Emise CO2 z energie ≡ Počet obyvatel × (hrubý domácí produkt (HDP) na obyvatele) × (využití energie/HDP) × (CO2 emise/spotřeba energie)
HDP na osobu (nebo “per capita”) je používán jako míra ekonomické blahobytu a změny v technologii jsou popisovány jinými dvěma termíny: (spotřeba energie/HDP) a (emise CO2 z výroby energií/spotřeba energie). Tyto dva termíny jsou často označovány jako „energetická náročnost HDP“ a „uhlíková náročnost výroby energií“. Zkrácený termín „uhlíková intenzita“ se může také vztahovat na uhlíkovou náročnost HDP, tj. (emise CO2 z výroby energií/HDP).
Snížení energetické náročnosti HDP a/nebo uhlíkové náročnosti energie povede ke snižování emisí CO2 z výroby energií. Nárůst počtu obyvatel a/nebo HDP na obyvatele bude mít tendenci zvyšovat emise CO2 z výroby energií. Pokud by však byla energetická náročnost HDP nebo uhlíková náročnost energie snížena na nulu (tj. úplná dekarbonizace energetického systému), zvýšení populace nebo HDP na obyvatele by nevedlo ke zvýšení emisí CO2 z výroby energií.
Graf vpravo ukazuje změny v globálních emisí CO2 z výroby energií mezi lety 1971 a 2009. V grafu jsou rovněž jsou zachyceny změny ve světové populaci, ve světovém HDP na obyvatele, v energetické náročnosti světového HDP a v uhlíkové náročnosti světové spotřeby energie. Během tohoto časového období nebylo snížení energetické náročnosti HDP a uhlíkové náročnosti využívání energie schopné vyrovnat nárůst počtu obyvatel a HDP na obyvatele. Následkem toho se emise CO2 z výroby energií zvýšily. Od roku 1971 do roku 2009 emise CO2 z výroby energií vzrostly v průměru o 2,8 % ročně. Obyvatelstvo rostlo v průměru o cca 2,1 % ročně a HDP na obyvatele o 2,6 % ročně. Energetická náročnost HDP v průměru klesla o přibližně 1,1 % ročně a uhlíková náročnost energie klesla o přibližně 0,2 % ročně.

## Trendy a projekce

### Emise

#### Spravedlnost a emise skleníkových plynů
Při zvažování emisí skleníkových plynů existuje řada oblastí, kde je důležitá spravedlnost. Obecně znamená spravedlnost „kvalitu nestrannosti“ nebo „něco co je fér a spravedlivé“. Jedním příkladem relevance spravedlnosti pro emise skleníkových plynů jsou různé způsoby, jakými lze emise měřit. Patří sem celkové roční emise v jedné zemi, kumulativní emise měřené v dlouhých časových obdobích (někdy měřené za více než 100 let), průměrné emise na osobu v zemi (emise na obyvatele), jakož i měření energetické náročnosti HDP, uhlíkové intenzity HDP nebo uhlíkové náročnosti využití energie. Různé ukazatele emisí poskytují různé poznatky týkající se politiky v oblasti změny klimatu a jsou důležitým tématem při mezinárodních jednáních o změně klimatu (např. viz Kjótský protokol).
V rámci procesu hospodářského rozvoje rozvinutých zemí na současnou úroveň prosperity se naakumulovaly velké emise skleníkových plynů; rozvojové země se nyní také pokoušejí zvýšit svou prosperitu, což je jedna z příčin jejich zvyšujících se emisí skleníkových plynů v současnosti. Podle různých autorů je právě spravedlnost velký problém emisních scénářů, a pro rozvojové země, například pro Indii a Čínu, by se často raději měly brát v úvahu emise na obyvatele místo toho, aby se zavázaly k přímému snižování emisí a bylo by potřeba zohlednit historické příspěvky rozvinutých zemí ke změně klimatu, na základě zásady „společné, ale diferencované odpovědnosti“. Například scénáře použité v První hodnotící zprávě Mezivládního panelu pro změnu klimatu (IPCC) z roku 1990 kritizoval ve své práci Parikh, který uvedl, že stabilizační scénáře obsažené ve zprávě „stabilizují životní styl bohatých a nepříznivě ovlivňují rozvoj chudých“. Pozdější scénáře IPCC „SRES“, zveřejněné v roce 2000, výslovně zkoumají scénáře s omezujícím se rozdílem v příjmech (konvergenci) mezi rozvinutými a rozvojovými zeměmi. Projekce konvergence ve scénářích SRES byly kritizovány pro chybějící objektivitu.

#### Projekce emisí

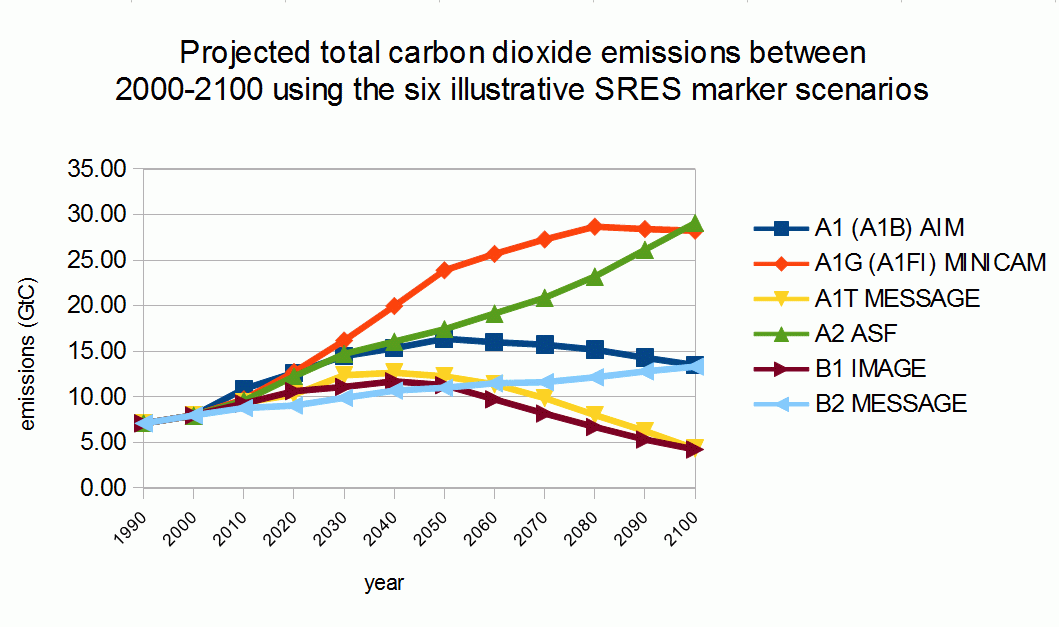
Předpokládané celkové emise oxidu uhličitého mezi lety 2000–2100 pomocí šesti ilustrativních scénářů „SRES“.

Změny budoucích úrovní emisí skleníkových plynů jsou velmi nejisté a bylo vytvořeno velké množství kvantitativních projekcí emisí. V práci Rogner a kol. (2007) nalezneme vyhodnocení těchto projekcí. Některé z těchto projekcí agregují antropogenní emise do jediného čísla jako „CO2 ekvivalent“ (CO2ekv.). Do roku 2030 předpokládaly základní scénáře zvýšení emisí skleníkových plynů (F-plyny, oxid dusný, methan a CO2, měřeno v CO2ekv.) mezi 25 % a 90 %, vzhledem k úrovni z roku 2000. Pro CO2 pouze dvě třetiny až tři čtvrtiny nárůstu emisí by měly pocházet z rozvojových zemí, i když průměrná hodnota emisí CO2 na obyvatele v rozvojových zemích zůstane podstatně nižší než emise v rozvinutých zemí. Do roku 2100 se projekce CO2ekv pohybují od 40 % snížení až po zvýšení emisí o 250 % nad jejich úrovně v roce 2000.

### Koncentrace a teploty
Jak již bylo zmíněno, dopady změny klimatu jsou určovány spíše koncentrací skleníkových plynů v atmosféře než ročními emisemi skleníkových plynů. Změny atmosférických koncentrací jednotlivých skleníkových plynů jsou uváděny jsou uváděny jako souhrnná koncentrace skleníkových plynů.
Rogner a kol. (2007) uvedli, že tehdy odhadovaná celková koncentrace atmosférických skleníkových plynů s dlouhou životností byla přibližně 455 (ppm) CO2ekv. (rozmezí: 433 až 477 ppm CO2ekv.). Účinky změn aerosolu a využití půdy (např. odlesňování) snížily jeho fyzikální účinek (radiační působení) na 311 až 435 ppm CO2ekv., se středním odhadem asi 375 ppm CO2ekv. Odhad koncentrací CO2ekv. pro rok 2011 (skleníkové plyny s dlouhou životností, tvořené CO2, methanem (CH4), oxidem dusným (N2O), chlor-fluorovanými uhlovodíky (CFC-12), CFC-11 a patnácti dalšími halogenovými plyny) je 473 ppm CO2ekv.; tento odhad nebere v úvahu celkový chladicí účinek aerosolů (např. síranů).
Šest z emisních scénářů SRES bylo použito k projekci možných budoucích změn v atmosférických koncentracích CO2. IPCC předpokládala pro šest ilustrativních scénářů SRES koncentraci CO2 v roce 2100 v rozmezí mezi 540 až 970 ppm. Nejistoty, jako je například odstranění uhlíku z atmosféry „propady uhlíku“ (např. díky lesům), zvyšují předpokládané rozmezí na 490 až 1 260 ppm. To je ve srovnání s předprůmyslovou koncentrací (vzatou jako rok 1750) 280 ppm a koncentrací 390,5 ppm v roce 2011.

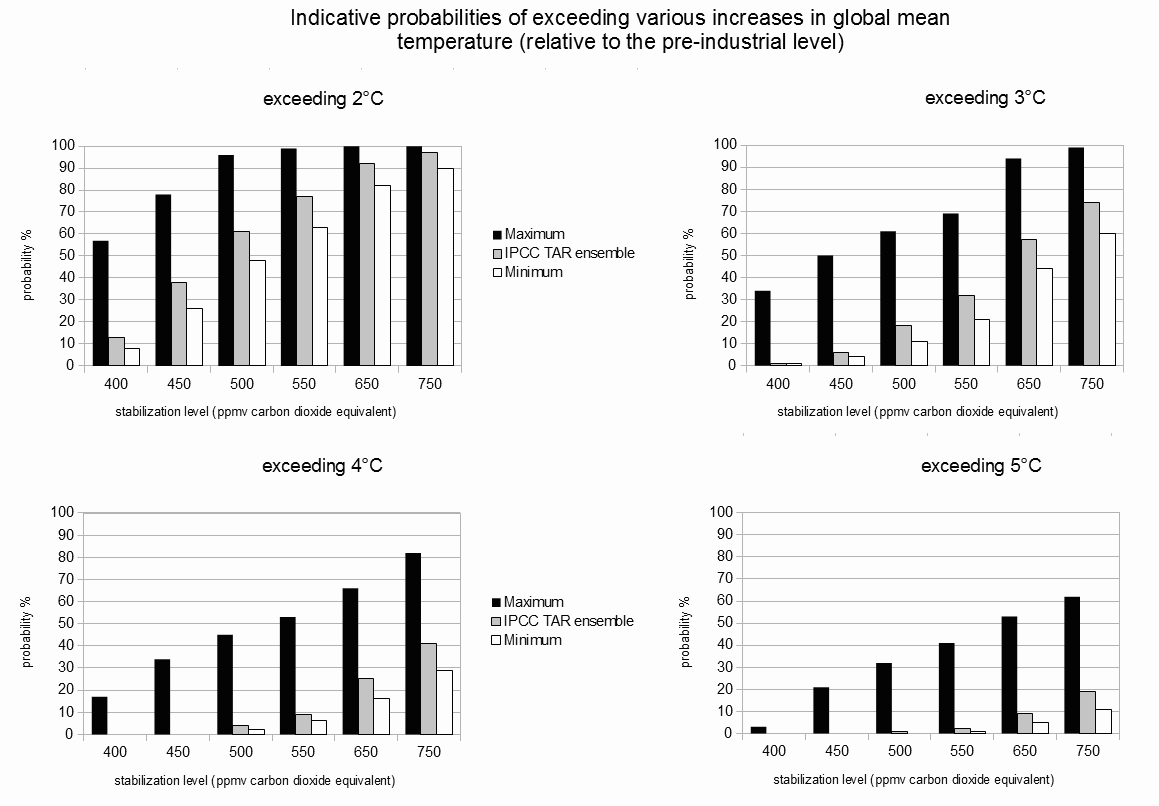
Orientační pravděpodobnost překročení různých zvýšení globální průměrné teploty pro různé úrovně stabilizace koncentrací skleníkových plynů v atmosféře.

### Teplota
Koncentrace skleníkových plynů v atmosféře mohou souviset se změnami globální průměrné teploty na základě citlivosti klimatu. Projekce budoucího globálního oteplování jsou ovlivněny různými odhady klimatické citlivosti. Pro uvažované zvýšení atmosférické koncentrace skleníkových plynů vysoké odhady citlivosti klimatu naznačují, že dojde k relativně většímu oteplování, zatímco nízké odhady citlivosti klimatické citlivosti naznačují, že dojde k relativně menšímu budoucímu oteplování. Nižší hodnoty by odpovídaly méně závažným dopadům na civilizaci, zatímco vyšší hodnoty by odpovídaly závažnějším dopadům.
Ve vědecké literatuře můžeme někdy najít zaměření na „nejlepší odhad“ nebo „pravděpodobné“ hodnoty citlivosti klimatu. Z pohledu řízení rizik (diskutováno níže) jsou však relevantní hodnoty mimo „pravděpodobné“ rozmezí, protože ačkoli jsou tyto hodnoty méně pravděpodobné, mohly by být spojeny s vážnějšími dopady na klima (statistická definice rizika = pravděpodobnost dopadu × velikost dopadu).
Analytici také zkoumali, jak nejistota ohledně citlivosti klimatu ovlivňuje ekonomické odhady dopadů změny klimatu. Například Hope zjistil, že nejistota ohledně citlivosti klimatu byla nejdůležitějším faktorem při určování sociálních nákladů na uhlík (ekonomické hledisko dopadů změny klimatu).

## Analýza nákladů a přínosů (CBA)
Na problém změny klimatu lze použít standardní techniku – analýzu nákladů a přínosů (Cost benefit analysis – CBA). To vyžaduje
(1) ocenění nákladů a přínosů pomocí ochoty platit (Willingness to pay – WTP) nebo ochoty přijmout kompenzaci (Willingness to accept – WTA) jako měřítko hodnoty a
(2) kritérium pro přijetí nebo zamítnutí návrhů.
Pokud jde o (1), v CBA, kde se používá WTP/WTA, se dopady změny klimatu agregují do peněžní hodnoty přičemž dopady na životní prostředí se převedou na ekvivalenty spotřeby a riziko se započítá do použití ekvivalentů jistoty. Hodnoty v průběhu času jsou pak diskontovány, aby se vytvořily ekvivalenty jejich současné hodnoty.
Ocenění nákladů a přínosů změny klimatu může být kontroverzní protože některým dopadům změny klimatu je obtížné přiřadit peněžní hodnotu – např. biodiverzitě a lidskému zdraví. Je také nemožné znát preference budoucích generací, které ovlivňují oceňování nákladů a přínosů. Dalším problémem je vyčíslení rizik budoucích změn klimatu.
Pro (2) je standardním kritériem zásada kompenzace. Podle zásady kompenzace platí, že pokud ti, kteří mají prospěch z konkrétního projektu, kompenzují ty, kteří jsou daným projektem postiženi a stále zbývá něco, výsledkem je jednoznačný zisk v blahobytu. Pokud neexistují žádné mechanismy umožňující výplatu kompenzace, je nutné určit jednotlivcům váhy.
Jeden z mechanismů pro kompenzaci je pro problém klimatické změny nereálný: zmírňování by mohlo prospět budoucím generacím na úkor současných generací, ale neexistuje způsob, jak by budoucí generace mohly kompenzovat náklady současných generací na zmírňování změny klimatu. Na druhou stranu, pokud by budoucí generace nesly většinu nákladů na změnu klimatu, kompenzace by také nebyla možná. Existuje další převod kompenzace mezi regiony a obyvateli. Pokud by například některé státy měly prospěch z budoucích změn klimatu, ale jiné by ztrácely, neexistuje žádná záruka, že tí, kteří mají prospěch budou kompenzovat postižené; podobně, pokud by některé státy měly prospěch z klimatických mitigačních opatřen, ale jiné ztrácely, neexistuje také žádná záruka, že „vítězové“ budou kompenzovat „poražené“.  

### Analýza nákladů a přínosů a riziko
V analýze nákladů a přínosů znamená přijatelné riziko, že přínosy opatření v oblasti klimatu převažují nad náklady na tato opatření. Standardní pravidlo používané při přijímání veřejných i soukromých rozhodnutí je, že riziko je přijatelné, pokud je očekávaná čistá současná hodnota kladná. Očekávaná hodnota je stanovena jako průměr rozložení očekávaných výsledků. Jinými slovy, jedná se o průměrný očekávaný výsledek konkrétního rozhodnutí. Toto kritérium bylo odůvodněno na základě toho, že:
- výhody a náklady dané politiky mají známé pravděpodobnosti,[70]
- ekonomické subjekty (lidé a organizace) mohou diverzifikovat svá vlastní rizika prostřednictvím pojištění a dalších nástrojů.[70]

V první řadě je obtížné vypočítat pravděpodobnost změny klimatu. Ačkoli některé dopady, jako jsou dopady na lidské zdraví a biologickou rozmanitost, je obtížné ocenit, odhaduje se, že 3,5 milionu lidí ročně zemře předčasně na znečištění ovzduší fosilními palivy. Zdravotní přínosy naplnění cílů v oblasti klimatu tak podstatně převyšují náklady. Podle profesora Andyho Hainese na London School of Hygiene & Tropical Medicine jsou zdravotní přínosy postupného vyřazování fosilních paliv měřených v penězích (odhadované ekonomy, kteří používají stanovení hodnoty života pro každou zemi) podstatně vyšší než náklady na dosažení cíle 2 °C dle Pařížské dohody.
Pokud jde o druhý bod, bylo navrženo, aby bylo možné zakoupit pojištění proti rizikům změny klimatu. V praxi však existují potíže při provádění opatření nezbytných k diverzifikaci rizik spojených se změnou klimatu.

## Riziko

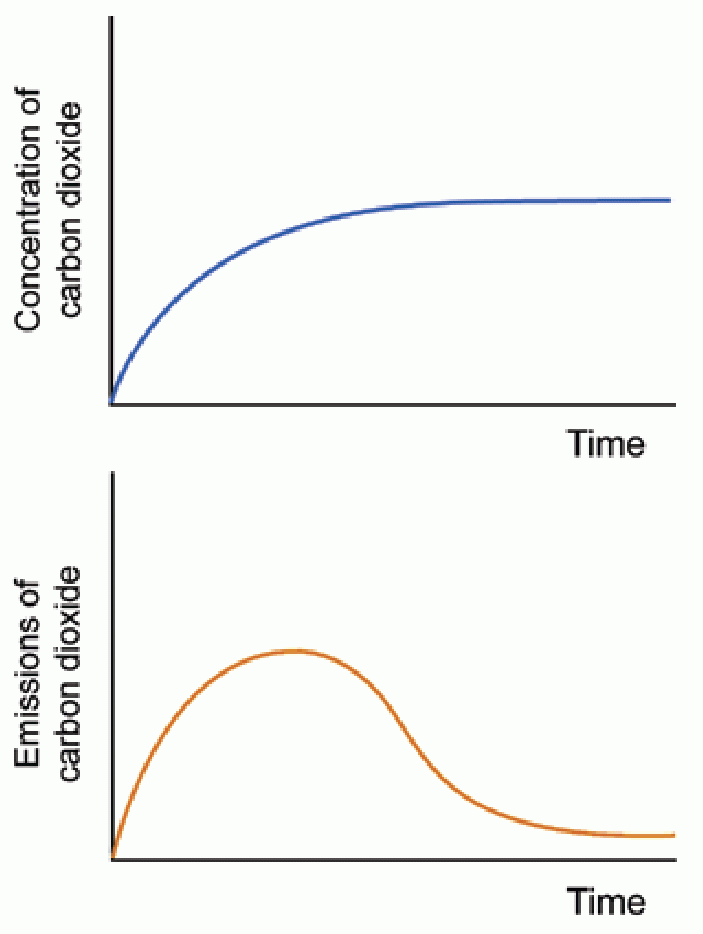
Za účelem stabilizace atmosférické koncentrace CO_{2}, by celosvětové emise musely být dramaticky sníženy ze současné úrovně.

Granger Morgan a kol. (2009) doporučuje, aby vhodnou odpovědí na hlubokou nejistotu bylo přijetí iterativní a adaptivní strategie rozhodování. To je v rozporu se strategií, ve které nejsou podniknuty žádné kroky, dokud výzkum nevyřeší všechny klíčové nejistoty.

Jedním z problémů změny klimatu jsou velké nejistoty ohledně možných dopadů změny klimatu a nákladů a přínosů opatření přijatých v reakci na změnu klimatu, např. při snižování emisí skleníkových plynů. Dva související způsoby uvažování o problému rozhodování o opatřeních proti změně klimatu za přítomnosti nejistoty jsou iterativní řízení rizik a postupné rozhodování. K úvahám založeném na riziku může patřit například potenciál pro nízkou pravděpodobnost, pro nejhorší dopady změny klimatu.
Přístup založený na postupném rozhodování uznává, že v průběhu času mohou být rozhodnutí, týkající se změny klimatu revidována na základě zlepšených informací. To je zvláště důležité s ohledem na dlouhodobou povahu problému. Krátkodobá zajišťovací strategie týkající se snižování budoucích dopadů na klima by mohla upřednostňovat radikální snížení emisí v blízkém časovém horizontu. Jak již bylo uvedeno dříve, oxid uhličitý se hromadí v atmosféře a tím mění atmosférickou koncentraci CO2, emise by musely být drasticky sníženy ze své současné úrovně (viz obrázek níže). Radikální snižování emisí v blízkém časovém horizontu umožňuje větší budoucí flexibilitu s ohledem na přísný stabilizační cíl, např. 450 ppm CO2. Jinak řečeno, radikální snížení emisí v krátkém časovém horizontu lze považovat za opatření s možností volby umožňující nižší, stabilizační cíle z dlouhodobého hlediska. Tato možnost může být ztracena, pokud jsou snížení emisí v blízkém časovém horizontu méně radikální.
Na druhé straně je možné se domnívat, že časem bude možné použít zlepšené informace. To může naznačovat přístup, kde je časové blízké snižování emisí mírnější. Dalším způsobem, jak si tento problém prohlížet, je podívat se na potenciální nezvratnost budoucích dopadů změny klimatu (např. poškození ekosystémů) proti nevratnosti investic do úsilí o snižování emisí. Celkově lze uvést řadu argumentů ve prospěch politik, kde se emise v blízké době radikálně nebo mírně snižují.

### Odolné a adaptivní strategie
Granger Morgan s kolegy navrhli dvě související strategie řízení rozhodování, které by mohly být zvláště přitažlivé, když čelíme vysoké nejistotě. První je odolná strategie. Ta se snaží identifikovat řadu možných budoucích okolností a poté zvolit přístupy, které fungují přiměřeně dobře v celém rozsahu. Druhou je adaptivní strategie. Záměrem je zvolit strategii, kterou lze zlepšit, jak se budeme učit, jak bude postupovat budoucnost. Místo těchto dvou strategií lze také použít přístup nákladů a přínosů, který usiluje o nalezení optimální strategie.

### Teorie portfolia
Příkladem strategie založené na riziku je teorie portfolia. To naznačuje, že rozumnou odpovědí na nejistotu je mít široké portfolio možných reakcí. V případě změny klimatu lze zmírnění považovat za snahu snížit šanci na dopady změny klimatu. Adaptace slouží jako pojištění proti možnosti výskytu nepříznivých dopadů. Riziko spojené s těmito dopady lze také rozšířit. V rámci portfolia politik může výzkum v oblasti klimatu pomoci při budoucích rozhodnutích. Technologický výzkum může pomoci snížit budoucí náklady.

### Optimální výběr a averze k riziku
Optimální výsledek rozhodovací analýzy závisí na tom, jak je definován „optimální výsledek“. Viz také oddíl Kompromisy). Analýza rozhodnutí vyžaduje, aby bylo upřesněno výběrové kritérium. V rozhodovací analýze založené na zpeněžené analýze nákladů a přínosů (CBA) je optimální politika hodnocena z ekonomického hlediska. Optimální výsledek zpeněžené CBA maximalizuje čisté přínosy. Dalším typem rozhodovací analýzy je analýza nákladové efektivity. Cílem analýzy nákladové efektivity je minimalizovat čisté náklady.
Zpeněžené CBA může být použito k rozhodnutí o politickém cíli, např. o tom, kolik emisí by mělo být povoleno růst v průběhu času. Součástí hodnocení jsou výhody snížení emisí.
Na rozdíl od zpeněžené CBA nenavrhuje analýza nákladové efektivity optimální klimatickou politiku. Například analýza nákladové efektivity může být použita k určení, jak stabilizovat koncentrace skleníkových plynů v atmosféře při nejnižších nákladech. Skutečný výběr stabilizačního cíle (např. 450 nebo 550 ppm ekvivalentu oxidu uhličitého) však není v analýze „rozhodnut“.
Výběr kritéria výběru pro analýzu rozhodnutí je subjektivní. Volba kritéria se provádí mimo analýzu (je exogenní). Jedním z vlivů na tuto volbu je přístup k riziku. Averze k riziku popisuje, jak ochotný nebo neochotný je někdo riskovat. Důkazy ukazují, že většina (ale ne všichni) jednotlivců dává přednost určitým výsledkům před nejistotami. Jednotlivci s averzí k riziku upřednostňují rozhodovací kritéria, která snižují šanci na nejhorší možný výsledek, zatímco jednotlivci hledající rizika upřednostňují rozhodovací kritéria, která maximalizují šanci na nejlepší možný výsledek. Pokud jde o návratnost investic, pokud je společnost jako celek averzní vůči riziku, můžeme být ochotni akceptovat některé investice s negativními očekávanými výnosy, např. zmírnění. Takové investice mohou pomoci snížit možnost budoucích škod změnami klimatu nebo nákladů na přizpůsobení.

### Alternativní pohledy
Jak bylo uvedeno, existuje značná nejistota ohledně rozhodnutí týkajících se změny klimatu a různých postojů ohledně postupu, např. postojů k riziku a oceňování dopadů změny klimatu. Řízení rizik lze použít k vyhodnocení politických rozhodnutí na základě řady kritérií nebo hledisek a není omezeno na výsledky konkrétního typu analýzy, např. zpeněžené CBA. Někteří autoři se zaměřili na disagregovanou analýzu dopadů změny klimatu. Výraz „disagregovaný“ se týká volby posuzovat dopady v různých ukazatelích nebo jednotkách, např. změny zemědělských výnosů a ztráta biologické rozmanitosti. Naopak zpeněžená CBA převádí všechny dopady na společnou jednotku (peníze), která se používá k posouzení změn společenského blahobytu.

## Mezinárodní pojištění
Tradiční pojištění převádí riziko na ty, kteří jsou schopni lépe nebo ochotněji nést riziko, a také využívá sdružování rizika. Protože rizika změny klimatu jsou do určité míry korelována, snižuje se účinnost sdružování. Existuje však důvod se domnívat, že různé regiony budou změnou klimatu ovlivněny různě. To naznačuje, že sdružování by mohlo být efektivní. Vzhledem k tomu, že rozvojové země se zdají být potenciálně nejvíce ohroženy dopady změny klimatu, mohly by rozvinuté země poskytnout pojištění proti těmto rizikům.
Studie provedená Davidem R. Easterlingem a kol. identifikovala společenské dopady ve Spojených státech. Ztráty způsobené katastrofami, které odvětví pojišťovnictví definovalo jako přírodní katastrofy způsobující pojistné ztráty přesahující 5 milionů dolarů v roce vzniku, ve Spojených státech neustále rostou – z přibližně 100 milionů USD ročně v 50. letech na 6 miliard USD ročně v 90. letech a roční počet těchto katastrof se zvýšil z 10 v 50. letech na 35 v 90. letech.
Autoři poukázali na několik důvodů, proč komerční pojišťovací trhy nemohou přiměřeně pokrýt rizika spojená se změnou klimatu. Například neexistuje žádný mezinárodní trh, na kterém by se jednotlivci nebo země mohli pojistit proti ztrátám způsobeným změnou klimatu nebo proti opatřením v oblasti změny klimatu.
Finanční trhy pro riziko
Existuje několik možností, jak by se pojištění mohlo použít při řešení škod způsobených změnou klimatu. Jednou z možností by mohlo být uzavření závazných dohod mezi státy. Země, které utrpěly méně než průměrné ztráty související s podnebím, by pomohly zemím, které utrpěly více, než průměrné ztráty. To by byl druh smlouvy o vzájemném pojištění. Dalším přístupem by bylo obchodování s „rizikovými cennými papíry“ mezi státy. Tyto cenné papíry by znamenaly sázky na konkrétní výsledky v oblasti klimatu.
Tyto dva přístupy by umožnily účinnější rozložení rizik spojených se změnou klimatu. Umožnili by také různé úvahy o budoucích klimatických výsledcích. Například bylo navrženo, že tyto trhy by mohly poskytnout objektivní test poctivosti přesvědčení konkrétní země o změně klimatu. Země, které upřímně věří, že změna klimatu představuje malé riziko, by byly náchylnější držet cenné papíry proti těmto rizikům.

## Dopady

### Rozdělení dopadů
Dopady klimatických změn lze měřit jako ekonomické náklady. To je zvlášť vhodné pro dopady na trh, tedy dopady, které jsou spojeny s tržními transakcemi a přímo ovlivňují HDP. Měnová opatření netržních dopadů, např. dopadů na lidské zdraví a ekosystémy, je obtížnější vypočítat. Další potíže s odhady dopadu jsou:
- Mezery ve znalostech: Výpočet distribučních dopadů vyžaduje podrobné geografické znalosti, ale ty jsou hlavním zdrojem nejistoty v klimatických modelech.
- Zranitelnost: Ve srovnání s vyspělými zeměmi je v rozvojových zemích omezené pochopení možných dopadů klimatické změny na různé sektory trhu.
- Přizpůsobení: Budoucí úroveň adaptační kapacity v lidských a přírodních systémech na změnu klimatu ovlivní dopad změny klimatu na společnosti. Hodnocení mohou podceňovat nebo přeceňovat adaptivní kapacitu, což vede k podceňování nebo nadhodnocování pozitivních nebo negativních dopadů.
- Socioekonomické trendy: Budoucí předpovědi vývoje ovlivňují odhady budoucích dopadů na změnu klimatu a v některých případech různé odhady vývojových trendů vedou k obrácení od předpokládaného pozitivního k předpokládanému negativnímu dopadu (a naopak).

V rešerši literatury došli Smith a kol. (2001, str. 957–958), se střední důvěrou, k závěru, že:
- změna klimatu by zvýšila nerovnost příjmů mezi zeměmi i uvnitř nich.
- malé zvýšení globální průměrné teploty (až 2 °C, vztaženo k úrovni roku 1990) by vedlo k čistým negativním dopadům na tržní sektor v mnoha rozvojových zemích a k čistým pozitivním dopadům na tržní sektor v mnoha rozvinutých zemích.

S velkou jistotou se předpoklá, že od střední (2–3 °C) po vysokou úroveň oteplování (vyšší než 3 °C), by se negativní dopady prohloubily a čisté pozitivní dopady by začaly klesat a nakonec se staly negativními.
Podle nedávné zprávy Světové banky, se očekává, že nedostatek vody v důsledku změny klimatu sníží globální hrubý domácí produkt, vytvoří „závažný zásah“ a povede ke konfliktům a migraci na Středním východě, ve střední Asii a v Africe.

### Agregované dopady
Agregované dopady zvyšují celkový dopad změny klimatu na odvětví a/nebo na regiony. Při počítání agregovaných dopadů existuje řada obtíží, jako je předpovídání schopnosti společností přizpůsobit se změně klimatu a odhad, jak se bude vyvíjet budoucí ekonomický a sociální rozvoj. Je také nutné, aby výzkumný pracovník provedl subjektivní posouzení významu dopadů vyskytujících se v různých hospodářských odvětvích, v různých regionech a v různých časech.
Smith a kol. posoudili literaturu o souhrnných dopadech změny klimatu. Se střední důvěrou dospěli k závěru, že malý nárůst průměrné globální teploty (do 2 °C, ve srovnání s úrovni roku 1990), by mělo za následek souhrnný dopad na tržní sektor plus nebo minus několik procent světového HDP, zatímco pro malý až střední (2–3 °C) celosvětový nárůst průměrné teploty, některé studie předpovídaly malé čisté pozitivní dopady na trh. Většina studií, které hodnotili, předpokládala čisté ztráty po zvýšení střední teploty, přičemž další škody byly vyšší při nárůstu teploty nad 3 °C.

### Porovnání s projekcemi SRES
IPCC porovnal v roce 2001 hodnocení dopadů změny klimatu na tržní sektor s prognózami budoucího zvýšení průměrné globální teploty. Projekce teploty byly založeny na šesti ilustrativních emisních scénářích SRES. Projekce pro rok 2025 se pohybovaly od 0,4 do 1,1 °C. Pro rok 2050 se projekce pohybovaly od 0,8 do 2,6 °C a pro rok 2100, 1,4 až 5,8 °C. Tyto teplotní projekce odpovídají koncentracím atmosférického CO2 ve výši 405–460  ppm pro rok 2025, 445–640 ppm pro rok 2050 a 540–970 ppm pro rok 2100.

## Přizpůsobení a zranitelnost
IPCC definovala přizpůsobení (změně klimatu) jako „[iniciativy] a opatření ke snížení zranitelnosti přírodních a lidských systémů vůči skutečným nebo očekávaným dopadům změny klimatu“. Zranitelnost (vůči změně klimatu) byla definována jako „míra, do jaké je systém náchylný k nepříznivým účinkům změny klimatu, včetně proměnlivosti klimatu a extrémů, a nedokáže se s nimi vypořádat“.

### Autonomní a plánovaná adaptace
Autonomní adaptace jsou adaptace, které reagují na klimatické podněty a probíhají samovolně bez zásahu veřejné správy. Plánovaná adaptace může být reaktivní nebo předvídatelná, tj. může být provedena před zjevným dopadem. Některé studie naznačují, že lidské systémy mají značné schopnosti se autonomně přizpůsobit. Jiní poukazují na omezení autonomní adaptace, jako jsou omezené informace a přístup ke zdrojům a dospěli k závěru, že spoléhání se na autonomní přizpůsobení se změně klimatu by mělo za následek značné ekologické, sociální a ekonomické náklady. Podle jejich názoru by se těmto nákladům mohlo do značné míry vyhnout plánovanou adaptací.

### Náklady a přínosy
Ukazuje se, že chybí komplexní, globální odhady nákladů a přínosů pro přizpůsobení. Byly zaznamenány studie, které poskytly odhady nákladů na přizpůsobení na regionální úrovni, např. jako důsledek zvýšení hladiny moře. Bylo zjištěno, že řada adaptačních opatření má vysoké poměry přínosů a nákladů.

### Adaptivní kapacita
Adaptivní kapacita je schopnost systému přizpůsobit se změně klimatu. Bývá popisována následujícími determinanty:
- Ekonomické zdroje: Bohatší země jsou lépe schopny nést náklady na přizpůsobení se změně klimatu než chudší.
- Technologie: Nedostatek technologie může bránit adaptaci.
- Informace a dovednosti: Informace a kvalifikovaní pracovníci jsou potřeba pro posouzení a implementaci úspěšné možnosti přizpůsobení.
- Sociální infrastruktura
- Instituce: O národech s dobře rozvinutými sociálními institucemi se předpokládá, že mají větší adaptační kapacitu než ty s méně účinnými institucemi, obvykle jsou tím míněny rozvojové země a ekonomikami v transformaci.
- Spravedlnost: Někteří se domnívají, že adaptivní kapacita je větší, pokud existují vládní instituce a opatření, která umožňují spravedlivý přístup ke zdrojům.

Smit a kol. (2001) dospěli k závěru, že:
- země s omezenými ekonomickými zdroji, nízkou úrovní technologií, špatnými informacemi a dovednostmi, špatnou infrastrukturou, nestabilními nebo slabými institucemi a nespravedlivým posílením a přístupem ke zdrojům mají malou adaptační kapacitu a jsou vysoce citlivé na změnu klimatu (str. 879).[107]
- rozvinuté země mají obecně větší adaptační kapacitu než rozvojové regiony nebo země v ekonomickém přechodu (str. 897).[108]

#### Zvyšování adaptivní kapacity
Smit a kol. (2001) dospěli k závěru, že zvýšená adaptační kapacita by snížila zranitelnost vůči změnám klimatu. Podle jejich názoru jsou činnosti, které zvyšují adaptační kapacitu, v zásadě rovnocenné činnostem, které podporují udržitelný rozvoj. Tyto činnosti zahrnují:
- zlepšení přístupu ke zdrojům,
- snižování chudoby,
- snižování nerovnosti zdrojů a bohatství mezi skupinami,
- zlepšení vzdělávání a informací,
- zlepšení infrastruktury,
- zlepšení institucionální kapacity a efektivity.

Podpora volného obchodu – např. odstraněním překážek mezinárodního obchodu – by mohla posílit adaptační kapacitu a přispět k hospodářskému růstu.

### Regiony
Rozvojové země mají tendenci být zranitelnější ke změnám klimatu ve srovnání s rozvinutými zeměmi. Na základě tehdejších současných vývojových trendů se dá očekávat, že jen málo rozvojových zemí bude mít schopnost se účinně přizpůsobit změně klimatu.
- Afrika: Studie s velkou jistotou ukazují, že hlavní africká hospodářská odvětví jsou zranitelná vůči pozorované změně klimatu. Tato zranitelnost byla posouzena tak, že přispívá ke slabé adaptivní kapacitě Afriky, což má za následek vysokou zranitelnost Afriky vůči budoucím změnám klimatu. Předpokládá se, že předpokládané zvýšení hladiny moře zvýší socioekonomickou zranitelnost afrických pobřežních měst.[113]
- Asia Studie ukazují se střední důvěrou, že změna klimatu by měla za následek degradaci permafrostu v boreální Asii, zhoršení zranitelnosti odvětví závislých na klimatu a ovlivnění ekonomiky regionu.[114]
- Austrálie a Nový Zéland: Studie ukazují s vysokou důvěrou, že v Austrálii a na Novém Zélandu má většina lidských systémů značnou adaptivní kapacitu. Se střední důvěrou byly některé domorodé komunity posouzeny jako málo adaptivní.[115]
- Evropa: Studie s velmi vysokou jistotou ukazují, že adaptační potenciál socioekonomických systémů v Evropě je relativně vysoký. To je přičítáno vysokému HDP v Evropě, stabilnímu růstu, stabilní populaci a dobře rozvinutým politickým, institucionálním a technologickým podpůrným systémům.[116]
- Latinská Amerika: Studie ukazují, že adaptační kapacita socioekonomických systémů v Latinské Americe je velmi nízká, zejména s ohledem na extrémní povětrnostní události, a že zranitelnost regionu je vysoká.[117]
- Polární regiony: Pro polární regiony dospěly studie k závěru, že:
  - v Antarktidě a Arktidě, na lokalitách, kde se led/voda blíží bodu tání, jsou socioekonomické systémy obzvláště citlivé na změnu klimatu.
  - Arktida je velmi citlivá na změnu klimatu. V regionu by došlo k významným ekologickým, sociologickým a ekonomickým dopadům.[118]
- Malé ostrovy: Studie s velmi vysokou jistotou ukazují, že malé ostrovy jsou obzvláště citlivé na změnu klimatu. Částečně to bylo přičítáno jejich nízké adaptační kapacitě a vysokým nákladům na adaptaci v poměru k jejich HDP.[119]

### Systémy a sektory
- Pobřeží a nízko položené oblasti: Společenská zranitelnost vůči změně klimatu do značné míry závisí na stavu rozvoje.[120] Rozvojovým zemím chybí potřebné finanční zdroje na přemístění lidí žijících v nízko položených pobřežních zónách, což je činí zranitelnější vůči změně klimatu než rozvinuté země. Nicholls et al. (2007, str.   317) dospěli k závěru, že na zranitelných pobřežích jsou náklady na přizpůsobení se změně klimatu nižší než náklady na možné škody.[121]
- Průmysl, sídla a společnost :
  - V měřítku velkého národa nebo regionu, přinejmenším ve většině průmyslově vyspělých ekonomik, ekonomická hodnota odvětví s nízkou zranitelností vůči změně klimatu výrazně převyšuje hodnotu odvětví s vysokou zranitelností (Wilbanks et al., 2007, s. 366).[122] Kapacita velkých, komplexních ekonomik absorbovat dopady související s podnebím je často značná. Odhady celkových škod způsobených změnou klimatu – bez ohledu na možné náhlé změny klimatu – jsou proto často jako procento ekonomické produkce poměrně malé. Na druhé straně, v menším měřítku, např. pro malou zemi, mohou být odvětví a společnosti vysoce citlivé na změnu klimatu. Potenciální dopady změny klimatu proto mohou představovat velmi závažné škody.
  - S velmi vysokou jistotou se ukazuje, že zranitelnost vůči změnám klimatu do značné míry závisí na konkrétních zeměpisných, odvětvových a sociálních kontextech.[123] Podle studií tyto zranitelnosti nejsou spolehlivě odhadnuty rozsáhlým agregovaným modelováním.[122]

## Zmírňování
Zmírňování změny klimatu zahrnuje opatření, jejichž cílem je omezit rozsah dlouhodobé změny klimatu. Zmírnění lze dosáhnout snížením emisí skleníkových plynů nebo zlepšením propadů uhlíku, které absorbují skleníkové plyny, např. pomocí lesů.

### Mezinárodní veřejné statky
Atmosféra je mezinárodním veřejným statkem a emise skleníkových plynů jsou mezinárodní externalitou. Změna kvality ovzduší nemá vliv na blaho všech jednotlivců stejně. Jinými slovy, někteří lidé mohou mít prospěch ze změny klimatu, zatímco jiní mohou ztratit. Toto nerovnoměrné rozdělení potenciálních dopadů na změnu klimatu a nerovnoměrné rozdělení emisí po celém světě ztěžuje zajištění celosvětové dohody o snižování emisí.

### Opatření

#### Národní opatření
Na růst emisí mohou mít vliv jak klimatická, tak neklimatická opatření. Jako neklimatická opatření, která mohou ovlivnit emise, bývají uváděny: 
- Tržně orientované reformy: mohou mít důležité dopady na využití energie, energetickou účinnost, a tedy i emise skleníkových plynů.
- Cenová a dotační politika: Mnoho zemí poskytuje dotace na činnosti, které mají dopad na emise, např. dotace v energetice a v zemědělství, a nepřímé dotace na dopravu.
- Liberalizace trhu: V několika zemích a regionech došlo k restrukturalizaci trhů s energií.Tyto politiky byly navrženy především pro zvýšení hospodářské soutěže na trhu, ale mohou mít významný dopad na emise.

Ke zmírnění změny klimatu lze použít řadu politik, včetně tzv. Zeleného Marshallova plánu, který potřebuje, aby globální centrální banka zajistila financování zelené infrastruktury: Další opatření mohou být:
- Regulační normy, jako jsou normy spotřeby pro automobily.[130]
- Tržní nástroje, jako jsou emisní daně a obchodovatelná povolení.
- Dobrovolné dohody mezi veřejnou správou a průmyslem.
- Informační nástroje, např. zvýšení povědomí veřejnosti o změně klimatu.
- Využití dotací a finančních pobídek, např. výkupních cen pro obnovitelné zdroje energie.[131]
- Odstranění dotací, např. na těžbu a spalování uhlí.[132]
- Řízení poptávky, jehož cílem je snížit energetickou náročnost prostřednictvím energetických auditů, označování výrobků atd.

#### Mezinárodní opatření
- Kjótský protokol k UNFCCC stanoví právně závazné závazky ke snížení emisí pro země „přílohy B“.[133] Protokol definuje tři nástroje mezinárodní politiky („mechanismy flexibility “), které mohou země uvedené v příloze B použít ke splnění svých závazků v oblasti snižování emisí. Použití těchto nástrojů by mohlo výrazně snížit náklady pro země přílohy B při plnění jejich závazků ke snižování emisí.[134]
- Mezi další možné politiky patří mezinárodně koordinované uhlíkové daně a/nebo regulace.[135]

### Finance
Mezinárodní agentura pro energii odhaduje, že rozvojově země potřebují 197 mld. USD nad rámec investic nezbytných v různých odvětvích bez ohledu na změnu klimatu, což je dvojnásobek částky, kterou rozvinutý svět přislíbil v Rámcové úmluvě OSN o změně klimatu (UNFCCC) v Cancúnu. Proto se vyvíjí nová metoda, která má zajistit, aby byly k dispozici finanční prostředky na zmírňování změny klimatu. Jedná se o finanční páku, díky níž se veřejné financování používá na podporu soukromých investic.

### Odhady nákladů
Odhady nákladů na zmírnění kriticky závisí na výchozím stavu (v tomto případě na referenčním scénáři, se kterým je alternativní scénář porovnáván), na způsobu, jakým jsou náklady modelovány, a na předpokladech o budoucí vládní politice. Odhadované makroekonomické náklady v roce 2030 na snižování emisí (emisí oxidu uhličitého a dalších skleníkových plynů, jako je metan) se pohybují od 3% snížení globálního HDP po mírné zvýšení ve srovnání s výchozím stavem. Toto bylo pro emisní cestu konzistentní s atmosférickou stabilizací skleníkových plynů mezi 445 až 710 ppm CO2ekv. V roce 2050 se odhadované náklady na stabilizaci mezi 710 až 445 ppm CO2ekv pohybovaly v rozmezí mezi 1% ziskem a 5,5% poklesem světového HDP, vztaženo k původnímu stavu. Tyto odhady nákladů byly podpořeny omezeným množstvím důkazů a velkou shodou v literatuře.
Odhady makroekonomických nákladů byly většinou založeny na modelech, které předpokládaly transparentní trhy, žádné transakční náklady a dokonalé provádění nákladově efektivních politických opatření ve všech regionech v průběhu 21. století. Zmírnění některých nebo všech těchto předpokladů by vedlo ke značnému zvýšení odhadů nákladů. Na druhou stranu, odhady nákladů by mohly být sníženy technologickým pokrokem nebo možným využitím příjmů z uhlíkové daně/z emisních povolenek k reformě vnitrostátních daňových systémů.
- Odhaduje se, že regionální náklady se mohou výrazně lišit od globálního průměru. Bylo zjištěno, že regionální náklady jsou do značné míry závislé na předpokládané úrovni stabilizace a výchozím scénáři.
- Sektorové náklady: Předpokládá se, že odvětví obnovitelných zdrojů energie by mohlo mít prospěch ze zmírnění.[142] Předpokládá se, že uhelné (a možná i ropné) odvětví potenciálně ztratí podstatnou část produkce ve srovnání se základním scénářem, přičemž energeticky náročná odvětví, jako je těžký chemický průmysl, budou čelit vyšším nákladům.

## Přizpůsobení a zmírnění
Rozdělení výhod adaptačních a mitigačních opatření, pokud jde o škody, kterým se má zabránit. Adaptační činnosti prospívají hlavně těm, kdo je provádějí, zatímco zmírňování prospívá ostatním, tedy i těm, kteří neinvestovali do mitigačních opatření. Na zmírnění lze tedy pohlížet jako na globální veřejný statek, zatímco přizpůsobení je buď soukromým statkem v případě autonomního přizpůsobení, nebo národním nebo regionálním veřejným statkem v případě opatření veřejného sektoru.

### Platba za mezinárodní veřejné statky
Ekonomové se obecně shodují na následujících dvou principech:
- Pro účely analýzy je možné oddělit kapitál od efektivity. To znamená, že všichni emitenti, bez ohledu na to, zda jsou bohatí nebo chudí, by měli za své činy platit plné sociální náklady. Z tohoto pohledu by měly být uplatňovány jednotně korekční (Pigouovy) daně (viz uhlíková daň).
- Není vhodné řešit všechny otázky spravedlnosti prostřednictvím opatření v oblasti změny klimatu. Samotná změna klimatu by však neměla prohlubovat stávající nerovnosti mezi různými regiony.

Některé rané studie naznačovaly, že jednotná daň z uhlíku by byla spravedlivým a účinným způsobem snižování emisí. Uhlíková daň je Pigouvianova daň a zdaňuje paliva na základě jejich obsahu uhlíku v nich. Takový systém má ale podle kritiků některé nedostatky:
- Uhlíková daň by uvalila na státy různé zátěže kvůli existujícím rozdílům ve struktuře daní, dotacích zdrojů a rozvoji.[145]
- Většina pozorovatelů[147] tvrdí, že taková daň by nebyla spravedlivá kvůli rozdílům v historických emisích a současném bohatství.
- Jednotná uhlíková daň by nebyla účinná, pokud by mezi zeměmi nedošlo k paušálním převodům. Paretovo optimum vyžaduje, aby uhlíková daň nezhoršovala situaci žádné země, proti stavu bez daně.[148][149] Také by alespoň v jedné zemi by měla být situace lepší.

Alternativní přístup k Pigouově dani je přístup založený na vlastnických právech. Praktickým příkladem by byl systém obchodování s emisemi, což je v podstatě privatizace atmosféry. Myšlenka využití vlastnických práv v reakci na externalitu byla předložena Coaseem (1960). Coaseův model sociálních nákladů předpokládá situaci stejné vyjednávací síly mezi účastníky a stejných nákladů na provedení vyjednávání. Přiřazení vlastnických práv může být účinným řešením. Je to založeno na předpokladu, že s nákupem nebo prodejem těchto vlastnických práv nejsou spojeny žádné náklady na vyjednávání/transakce a že kupující a prodávající mají při rozhodování k dispozici dokonalé informace.
Jsou-li tyto předpoklady správné, je dosaženo účinnosti bez ohledu na to, jak jsou vlastnická práva přidělována. V případě obchodování s emisemi to naznačuje, že spravedlnost a účinnost lze řešit samostatně: při přidělování emisních povolenek je spravována spravedlnost a tržní systém podporuje efektivitu. Ve skutečnosti však trhy nenaplňují ideální podmínky, které se předpokládají v Coaseově modelu, což může vést k kompromisům mezi efektivitou a vlastním kapitálem.

#### Účinnost a spravedlnost
Neexistuje vědecký konsenzus o tom, kdo by měl nést náklady na přizpůsobení a zmírňování. Bylo předloženo několik různých argumentů o tom, jak rozložit náklady a přínosy daní nebo systémů založených na obchodování s emisemi.
Jeden přístup zvažuje problém z pohledu toho, kdo z veřejného blaha těží nejvíce. Tento přístup je citlivý na skutečnost, že mezi různými třídami příjmů existují různé preference. Na veřejné dobro se pohlíží podobně jako na soukromé dobro, kde za něj musí platit ti, kdo veřejné dobro využívají. Někteří lidé budou mít větší prospěch z veřejného blaha než jiní, a tak budou vznikat nerovnosti v nepřítomnosti daní z dávek. Obtížnost s veřejnými statky určuje, kdo přesně těží z veřejného blaha, přestože byly provedeny některé odhady rozdělení nákladů a přínosů globálního oteplování – viz výše.Tento přístup navíc neposkytuje vodítko, jak by měl být sdílen nadbytek přínosů z klimatických opatření.
Byl navržen druhý přístup založený na ekonomice a funkci sociálního zabezpečení. Pro výpočet funkce sociálního blahobytu je třeba agregovat dopady opatření v oblasti změny klimatu a samotné vlivy změny klimatu na všechny postižené jedince. Tento výpočet zahrnuje řadu problémů a kontroverzních otázek vlastního kapitálu. Například zpeněžení určitých dopadů na lidské zdraví. Existuje také diskuse o otázce dávek ovlivňujících jednoho jednotlivce vyrovnávající negativní dopady na jiného. Tyto záležitosti týkající se spravedlnosti a agregace nelze ekonomikou plně vyřešit.
Na utilitárním základě, který se tradičně používá v ekonomice blahobytu, lze argumentovat, že bohatší země přebírají většinu břemene zmírňování. Je však možný jiný výsledek s odlišným modelováním dopadů. Pokud se přijme takový přístup, kde zájmy chudších mají nižší váhu, výsledkem je, že existuje mnohem slabší argument ve prospěch opatření ke zmírnění v bohatých zemích. Ocenění dopadů změny klimatu v chudších zemích méně než domácích dopadů změny klimatu (jak z hlediska politiky, tak dopadů změny klimatu) by bylo v souladu s pozorovanými výdaji v bohatých zemích na zahraniční pomoc.
Pokud jde o funkci sociálního blahobytu, různé výsledky závisí na pružnosti mezní užitečnosti. Snižující se mezní užitečnost spotřeby znamená, že u chudé osoby se soudí, že má prospěch ze zvýšení spotřeby ve srovnání s bohatší osobou. Fixní mezní užitečnost spotřeby toto nerozlišuje a vede k tomu, že bohatší země by se měly menší zájem na mitigačních opatřeních.
Třetí přístup se zaměřuje na problém z pohledu toho, kdo k problému nejvíce přispěl. Vzhledem k tomu, že industrializované země přispěly více než dvěma třetinami na obsah skleníkových plynů, způsobených člověkem, v atmosféře, tento přístup naznačuje, že by měly nést největší podíl nákladů. Tyto akumulované emise byly popsána jako „environmentální dluh“. Z pohledu účinnosti není tento názor podporován. Je tomu tak proto, že účinnost vyžaduje pobídky, aby byly prozíravé a ne retrospektivní. Otázka historické odpovědnosti je záležitostí etiky. Rozvinuté státy by se mohly touto otázkou zabývat formou vedlejších plateb rozvojovým zemím.

### Kompromisy
V literatuře se často tvrdí, že existuje kompromis mezi adaptací a zmírňováním v tom, že zdroje přidělené jednomu nejsou k dispozici pro druhé. To je v praxi diskutabilní, protože lidé, kteří nesou náklady nebo přínosy na snižování emisí, se často liší od těch, kteří platí nebo využívají adaptační opatření.
Existuje také kompromis v tom, jak velkým škodám způsobených změnou klimatu by se mělo zabránit. Předpoklad, že je vždy možné dělat kompromis mezi různými výsledky, považuje mnoho lidí za problematický. Může například existovat kompromis mezi hospodářským růstem a škodami, kterým čelí domorodé kultury.
Některá literatura poukázala na obtíže takovýchto předpokladů. Například může existovat odpor proti jakýmkoliv výdajům k zabránění ztráty konkrétních druhů. Bylo také navrženo, že extrémní výsledky s nízkou pravděpodobností mají mít při rozhodování vyšší váhu. Souvisí to se změnou klimatu, protože nelze vyloučit možnost budoucích prudkých změn klimatu nebo systému Země. Například, pokud by se měl rozpadnout ledový štít Západního Antarktidy, mohlo by to vést ke zvýšení hladiny moře o 4–6  metrů po několik století.

### Analýza nákladů a přínosů
V analýze nákladů a přínosů jsou kompromisy mezi dopady změny klimatu, přizpůsobením a zmírňováním explicitně stanoveny. Analýzy nákladů a přínosů změny klimatu se vytvářejí pomocí integrovaných modelů hodnocení (Integrated Assessment Modelling - IAM), které zahrnují aspekty přírodních, sociálních a ekonomických věd.
V IAM určených pro analýzu nákladů a přínosů jsou náklady a přínosy dopadů, přizpůsobení a zmírnění převedeny na peněžní odhady. Někteří považují monetizaci nákladů a přínosů za kontroverzní. „Optimální“ úrovně zmírnění a přizpůsobení jsou poté vyřešeny porovnáním mezních nákladů na akci s mezními přínosy vyhýbání se škodám způsobeným změnou klimatu. Rozhodnutí o tom, co je „optimální“, závisí na subjektivních hodnotových úsudcích vypracovaných autorem studie.
Existuje mnoho nejistot, které ovlivňují analýzu nákladů a přínosů, například funkce poškození v jednotlivých zemích a zemích. Dalším příkladem jsou adaptace. Možnosti a náklady na adaptace jsou do značné míry neznámé, zejména v rozvojových zemích.

#### Výsledky
Obecným zjištěním analýzy nákladů a přínosů je, že optimální úroveň snižování emisí je v krátkodobém časovém horizontu mírnější a v dlouhodobějším horizontu radikálnější Tento přístup by mohl vést k oteplování o více než 3 °C nad předindustriální úroveň. Ve většině modelů převyšují přínosy náklady na stabilizaci skleníkových plynů, což vede k oteplování o 2,5 °C. Žádné modely nenaznačují, že optimální politikou je nedělat nic, tj. ponechat emise „jak je obvyklé“.
Po efektivní emisní cestě vypočtené Nordhausem a Boyerem se dlouhodobá celosvětová průměrná teplota po 500 letech zvýší o 6,2 °C nad úroveň 1900. Nordhaus a Boyer vyjádřili obavy ohledně potenciálně velkých a nejistých dopadů takové velké změny životního prostředí. Předpokládaná teplota v tomto IAM, stejně jako kterákoli jiná, podléhá vědecké nejistotě (např. vztah mezi koncentracemi skleníkových plynů a globální střední teplotou, která se nazývá citlivost klimatu). Projekce budoucích koncentrací v atmosféře založené na emisních drahách jsou také ovlivněny vědeckými nejistotami, např. tím, jak budou budoucí změny klimatu ovlivněny propady uhlíku, jako jsou lesy. V této oblasti je zatím jen málo kvalitních studií a výsledky analýzy nákladů a přínosů jsou zatím málo důvěryhodné.
Hof zkoumal citlivost optimálního cíle v oblasti klimatu na předpoklady ohledně časového horizontu, citlivosti na klima, nákladů na zmírnění, pravděpodobných škod a diskontních sazeb. Optimální cíl byl definován jako koncentrace, která by vedla k nejnižšímu snížení současné hodnoty (tj. diskontované) světové spotřeby. Soubor předpokladů, které zahrnovaly relativně vysokou citlivost na klima (tj. relativně velké zvýšení globální teploty pro dané zvýšení emisí skleníkových plynů), vysoké škody, dlouhý časový horizont, nízké diskontní sazby (tj. budoucí spotřeba se oceňuje relativně vysoko), a nízké náklady na zmírnění, produkoval optimální vrchol v koncentraci CO2e 540 ppm. Další soubor předpokladů, které předpokládaly nižší citlivost na klima (nižší nárůst globální teploty), nižší škody, kratší časový horizont a vyšší diskontní sazbu (současná spotřeba se oceňuje relativně více), přinesl optimální vrchol na 750 ppm.

#### Silné stránky
Přes různé nejistoty nebo možné kritiky analýzy nákladů a přínosů má několik silných stránek:
- Nabízí interně konzistentní a globální komplexní analýzu dopadů.[170]
- Analýza citlivosti umožňuje změnit kritické předpoklady v analýze. To může identifikovat oblasti, kde je hodnota informací nejvyšší a kde by další výzkum mohl mít nejvyšší výhody.[171]
- Protože se snižuje nejistota, mohly by být reálné a užitečnější integrované modely používané při vytváření analýzy nákladů a přínosů.

## Geonženýrství
Geoinženýrství je technologické úsilí o stabilizaci klimatického systému přímým zásahem do energetické bilance systému Země-atmosféra. Záměrem geoinženýrství je snížit množství globálního oteplování (pozorovaný trend zvyšování průměrné globální teploty). Spolehlivé odhady nákladů na možnosti geoinženýrství nebyly ale doposud zveřejněny. Toto zjištění bylo založeno na střední shodě v literatuře a omezených důkazech.

## Hlavní zprávy týkající se ekonomie změny klimatu
- Mezivládní panel pro změnu klimatu (IPCC) vypracoval několik zpráv, ve kterých se hodnotí ekonomická literatura o změně klimatu. V roce 1995 vypracoval IPCC druhý soubor hodnotících zpráv o změně klimatu. Pracovní skupina III IPCC vypracovala zprávu „Hospodářská a sociální dimenze změny klimatu“. V pozdějším třetím a čtvrtém hodnocení IPCC, zveřejněných v letech 2001 a 2007, je hodnocení ekonomické literatury rozděleno do dvou zpráv vypracovaných pracovními skupinami IPCC II a III. V roce 2011 zveřejnila pracovní skupina III IPCC zvláštní zprávu o obnovitelných zdrojích energie a zmírňování změny klimatu.
- Sternova zpráva o ekonomických aspektech změny klimatu, je zpráva 700stránkový dokument, připravený pro britskou vládu dne 30. října 2006, podle ekonoma Nicholase Sterna, předsedy Granthamova výzkumného ústavu pro změnu klimatu a životního prostředí na London School of Economics. Zpráva pojednává o dopadu globálního oteplování na světovou ekonomiku.
- Garnautova zpráva o změně klimatu je studie profesora Rossa Garnauta,[175] kterou zadali tehdejší opoziční vůdce Kevin Rudd a australská státní a územní vláda dne 30. dubna 2007. Po svém zvolení dne 24. listopadu 2007 australský premiér Kevin Rudd potvrdil účast australské vlády na zprávě.
- Zpráva Programu OSN pro životní prostředí a Světové obchodní organizace „poskytuje přehled klíčových vazeb mezi obchodem a změnou klimatu na základě přezkumu dostupné literatury a průzkumu příslušných vnitrostátních politik“.[176]

### Další čtení
- UNITED NATIONS. DEPARTMENT OF ECONOMIC AND SOCIAL AFFAIRS. World economic and social survey 2009 : Promoting development, saving the planet. New York: United Nations 1 online resource (xxxi, 207 pages) s. Dostupné online. ISBN 978-92-1-055746-7, ISBN 92-1-055746-8. OCLC 839304598
- IMF World Economic Outlook (WEO) - Housing and the Business Cycle, April 2008. Kapitola Chapter 4. Climate Change and the Global Economy. IMF [online]. [cit. 2019-12-30]. Dostupné online. (anglicky)
- Economics and policy issues in climate change. Washington, DC: Resources for the Future ix, 324 pages s. Dostupné online. ISBN 0-915707-95-0, ISBN 978-0-915707-95-9. OCLC 39379785
- Changing climate, changing economy. Cheltenham, Glos, UK: Edward Elgar xiii, 171 pages s. Dostupné online. ISBN 978-1-84844-836-0, ISBN 1-84844-836-8. OCLC 432408486
- RePEc Biblio – Climate economics. biblio.repec.org [online]. [cit. 2019-12-30]. Dostupné online.